# Автомат вільний
Автома́т ві́льний — автомат можна розглядати як унарну універсальну алгебру A = <A, f1, …, fk>. Автомат називається вільним, якщо алгебра A — вільна.
Наприклад, нехай дано дві множини Ω та Χ які не перетинаються. Утворимо множину слів Λ таких, що перша їхня літера — елемент множини Ω а решта (якщо вони є) — елементи множини Χ.
Утворимо тепер із отриманої множини слів Λ автомат {\displaystyle {\mathfrak {A}}(\Omega ,\mathrm {X} )} таким чином: кожне слово із Λ назвемо станом автомата {\displaystyle {\mathfrak {A}}(\Omega ,\mathrm {X} )}, кожний елемент x ∈ Χ назвемо входом автомата {\displaystyle {\mathfrak {A}}(\Omega ,\mathrm {X} )}, та, згідно із визначенням, будемо вважати, що стан q ∈ Λ під дією входу x переходить в стан qx де qx — слово із Λ, отримане приписуванням справа до слова q літери x. Отриманий автомат буде вільним автоматом (з множиною вільноутворюючих станів Ω і вільноутворючих входів Χ).
Вірне твердження: будь-який інший автомат (з множиною творючих станів Ω і творючих входів Χ) є гомоморфним образом вільного автомата.